# Giorgi Gavasjeli
Giorgi Gavasjeli (Georgisch: გიორგი გავაშელი, Russisch: Георгий Григорьевич Гавашели) (Gagra, 18 februari 1947 -  Oerengoj, 25 december 1997) was een voetballer uit Sovjet-Unie van Georgische afkomst. Tijdens zijn carrière werd zijn naam meestal in het Russisch geschreven als Georgi Gavasjeli, bijgenaam Gotsja. 

## Biografie
Gotsja begon zijn carrière bij Lokomotiv. In 1967 maakte hij de overstap naar het grote Dinamo Tbilisi. In 1968 werd hij samen met Berador Adboeraimov topschutter van de competitie met 22 treffers. Hij speelde tot 1976 voor de club. 
In 1997 kwam hij bij een ongeval om het leven.